# Mikhaïl Oulianov
Pour les articles homonymes, voir Oulianov.
Mikhaïl Alexandrovitch Oulianov (russe : Ульянов, Михаил Александрович), né le 20 novembre 1927, mort le 27 mars 2007, est un acteur et réalisateur russe, nommé Artiste du peuple de l'URSS.

## Biographie
Mikhaïl Oulianov nait dans le village de Bergamok (Sibérie). Quelques années après, la famille s'installe dans la petite ville de Tara (oblast d'Omsk). À quinze ans Oulianov entre a l'école théâtrale d'Omsk. En 1946 il s'installe à Moscou et entre à l'Institut d'art dramatique Boris Chtchoukine. En 1950 il est admis au théâtre Vakhtangov, où il fait toute sa carrière. En une dizaine d'années il devient l'une des vedettes du théâtre. Ses rôles majeurs sont Rogojine (L'Idiot), Antoine[Lequel ?], Jules César (de Shakespeare), Napoléon, Lénine (Traits au portrait de Lénine). Il a été le metteur en scène des quatre spectacles. À partir de 1987, Oulianov est directeur artistique du théâtre.
Oulianov a joué de nombreux rôles au cinéma, notamment Yegor Troubnikov (« Le président », prix Lénine), Dimitri Karamazoff, le maréchal Joukov (dans 12 films), le général Tcharnota (d'après la pièce de Boulgakov). Pour ses interprétations (environ 50 rôles au théâtre et plus de 70 - au cinéma), il a reçu un grand nombre de prix et de récompenses.
Mikhaïl Oulianov a été enterré au cimetière de Novodevitchi.

## Filmographie

### Comme acteur
- 1956 : Ils étaient les premiers (Oni byli pervymi) de Youri Egorov : Kolyvanov
- 1957 : Ekaterina Voronina (Екатерина Воронина) d'Isidore Annenski : Soutyrine
- 1957 : La Maison où je vis (Дом, в котором я живу, Dom, v kotorom ya jivou) de Lev Koulidjanov : Dmitri Kachirine
- 1958 : Stoutchis' v lioubouyou dver'
- 1958 : Des soldats marchaient (Шли солдаты…, Chli soldaty) de Leonid Trauberg : Egor Mikhaïlov
- 1958 : Les Volontaires (Добровольцы, Dobrovoltsy) de Youri Egorov : Nikolaï Kaïtanov
- 1960 : Une histoire simple (Простая история, Prostaïa istoria) de Youri Egorov : Andreï Danilov
- 1960 : Le Ciel de la Baltique (Балтийское небо, de Vladimir Venguerov : pilote
- 1961 : Bitva v pouti
- 1962 : Molodo-zeleno
- 1963 : Eto sloutchilos v militsii
- 1964 : Président : Yegor Troubnikov
- 1964 : Le Silence (Tichina) de Vladimir Bassov : Piotr Bykov
- 1964 : Les Vivants et les Morts (Jivye i miortvye, Живые и мёртвые) de Aleksandr Stolper : chef de l'état-major
- 1965 : Solange Leben in mir ist de Günter Reisch : Frolov
- 1967 : Traits au portrait de Lénine (Штрихи к портрету В. И. Ленина) de Leonid Ptchelkine
- 1967 : Et l'Angleterre sera détruite (Die gefrorenen Blitze) : Alexeï Gorbatov
- 1969 : Les Frères Karamazov (Bratya Karamazovy) de lui-même : Dimitri
- 1969 : Chemins vers Lénine (Unterwegs zu Lenin) de Günter Reisch : Lénine
- 1970 : Libération de Youri Ozerov : Gueorgui Joukov
- 1970 : La Fuite  d'Alexandre Alov et Vladimir Naoumov d'après le roman de Mikhaïl Boulgakov : Général Tcharnota
- 1971 : Anflug Alpha I : Général Arkatov
- 1971 : Osvobojdenie: Napravleniye glavnogo oudara : Général Joukov
- 1972 : Trotz alledem! : Lénine
- 1972 : Egor Boulytchev et les autres : Egor Boulytchev
- 1974 : Vybor tseli
- 1974 : Blokada: Loujskiy roubej, Poulkovskiy meredian : Zhukov
- 1974 : Samy posliedny den
- 1976 : Pozovi menia v dal' svetlouyou
- 1976 : Legenda o Tile : Klaas
- 1977 : Réciprocité (Obratnaia sviaz) : Nourkov
- 1977 : Blokada: Leningradskiy metronom, Operatsia Iskra : Zhukov
- 1979 : Le Thème de Gleb Panfilov : Kim Essénine
- 1980 : Posledniy pobeg : Koustov
- 1981 : Fevralskiy veter
- 1981 : Fakty minouchego dnia
- 1982 : Yesli vrag ne sdayotsya... : maréchal Joukov Zhukov
- 1982 : La Vie privée de Youli Raizman
- 1983 : Den komandira divizii
- 1983 : Sans témoins de Nikita Mikhalkov
- 1984 : Marchal Joukov, stranitsy biografii
- 1985 : Kontroudar
- 1985 : Pobeda : Joukov
- 1985 : Bataille de Moscou (Bitva za Moskvou) de Youri Ozerov : Gueorgui Constantinovitch Joukov
- 1987 : Vybor
- 1989 : Zakon : Joukov
- 1989 : Stalingrad : Maréchal Joukov
- 1989 : Nach bronepoyezd
- 1991 : Une maison sous le ciel étoilé (Дом под звёздным небом, Dom pod zviozdnym nebom) de Sergueï Soloviov :
- 1992 : Sam ya - viatsky ourojenets
- 1992 : Kooperativ Politburo ili boudet dolguim prochtchanie
- 1994 : Le Maître et Marguerite (Мастер и Маргарита, Master i Margarita) de Iouri Kara : Ponce Pilate
- 1995 : Vsio boudet khorocho
- 1995 : Velikiy polkovodets Gueorgui Joukov : Georgui Joukov
- 1997 : Taïna Marcello
- 1998: Composition pour le jour de la victoire (Сочинение ко Дню Победы) de Sergueï Oursouliak :  Diakov
- 1999 : Le Tireur d’élite : Ivan Fiodorovitch
- 2001 : Severnoye siyaniye
- 2002 : Antikiller : Père

### Comme réalisateur
- 1969 : Les Frères Karamazov (Bratya Karamazovy)
- 1972 : Samyy posledniy den

## Récompenses
- Prix Lénine (1966)
- Ordre de la révolution d'Octobre (1977)
- prix d'État de l'URSS (1983)
- Ordre de Lénine (1986)
- Héros du travail socialiste (1986)
- Ordre du Mérite pour la Patrie de 3e classe (1996)
- Turandot de cristal (1997)
- Masque d'or (1998)
- Nika (2000)